# Monam Elabed
Monam Elabed –en árabe, منعم العابد– es un deportista tunecino que compitió en atletismo adaptado. Ganó dos medallas de bronce en los Juegos Paralímpicos de Seúl 1988.

## Palmarés internacional
| Juegos Paralímpicos | Juegos Paralímpicos  | Juegos Paralímpicos | Juegos Paralímpicos      |
| Año                 | Lugar                | Medalla             | Prueba                   |
| ------------------- | -------------------- | ------------------- | ------------------------ |
| 1988                | Seúl (Corea del Sur) | Medalla de bronce   | 400 m C6                 |
| 1988                | Seúl (Corea del Sur) | Medalla de bronce   | 3000 m campo a través C6 |